# رانندگی تدافعی

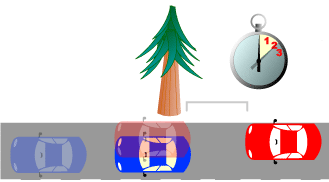
«قانون دو ثانیه»، از روش‌های رانندگی تدافعی

رانندگی تدافعی شیوه‌های استاندارد ایمنی در وسایل حمل و نقل موتوری می‌باشد.
رانندگی تدافعی به این‌صورت تعریف می‌شود: “رانندگی برای نجات جان، پول و زمان" با توجه به شرایط محیطی شما و رفتارهای دیگران. منشا این تعریف شورای ملی ایمنی می‌باشد. این شکل آموزش برای رانندگانی می‌باشد که پا را فراتر از قوانین حاکم بر جاده‌ها می‌گذراند. هدف این استاندارد این است که خطر برخورد و تصادف را با پیش‌بینی به موقع وضعیت‌های خطرناک و اشتباهات دیگران کاهش دهد. میتوان از طریق پایبندی به انواع دستورالعمل‌های عمومی ایمنی و انجام تمرین‌های خاص رانندگی به این توانایی نیل پیدا کرد.
به‌طور کلی در این شیوه رانندگی فرد با پیشبینی حادثه، قبل از وقوع آن، برای کاهش تلفات و هزینه‌ها وارد عمل شده و بهترین تصمیم را می‌گیرد.
بسیاری از مفاهیم رانندگی تدافعی را با استفاده از دستگاه‌های شبیه ساز رانندگی می توان به عموم شهروندان و رانندگان حرفه ای آموخت.